# Чоптанк (река)
Чоптанк (англ. Choptank River) — река в штатах Делавэр и Мэриленд (США), протекающая по полуострову Делмарва и впадающая в Чесапикский залив. Длина реки Чоптанк составляет 117 км — она является самой длинной рекой на полуострове Делмарва.

## География

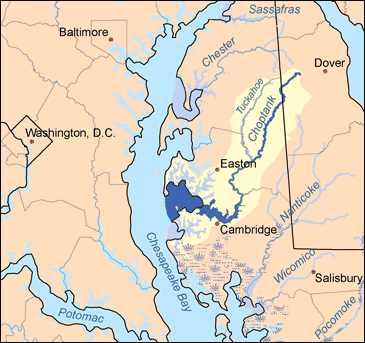
Бассейн реки Чоптанк

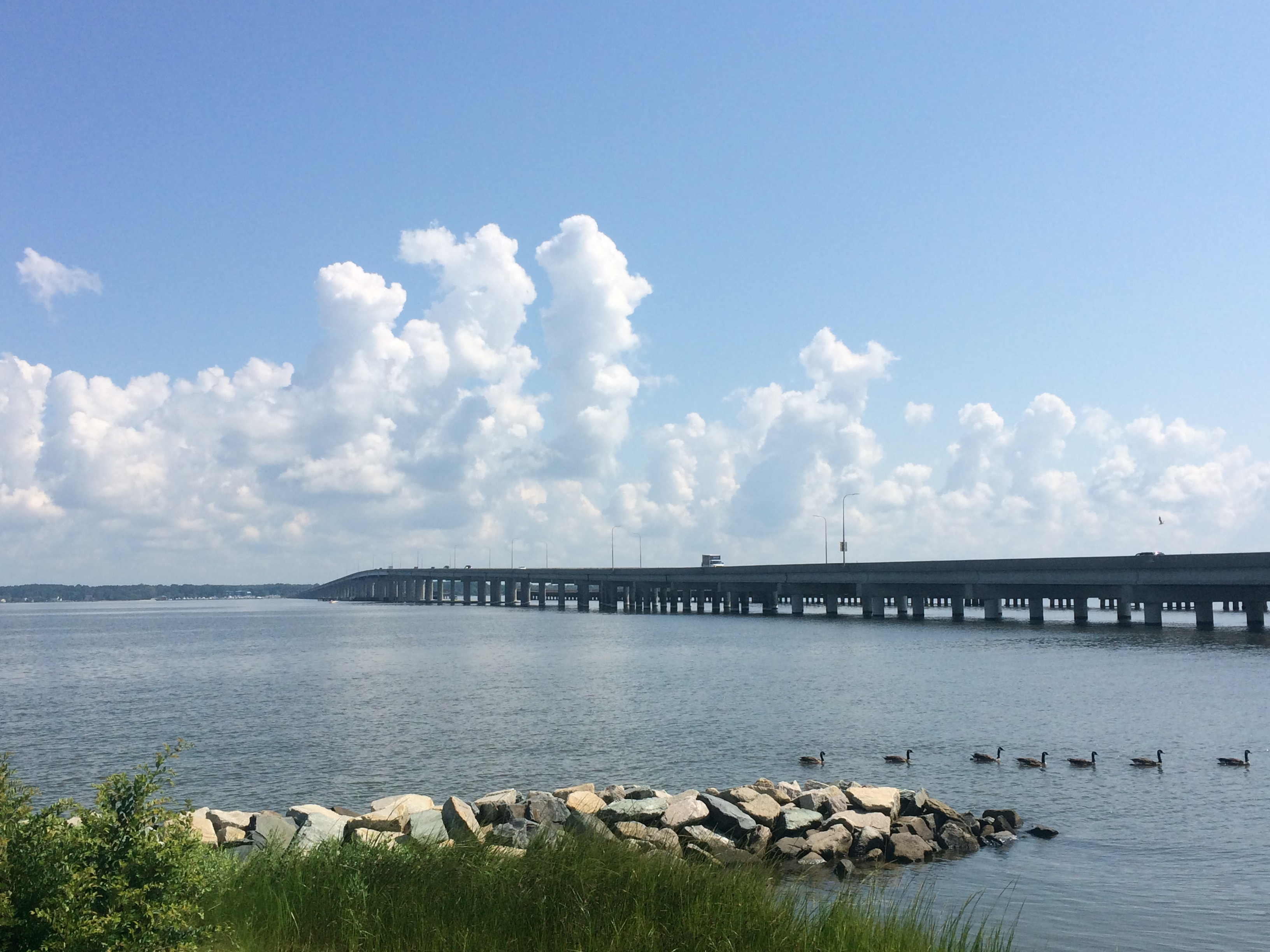
Мост Фредерика Малкуса через эстуарий реки Чоптанк

Река Чоптанк начинается в округе Кент (Делавэр), на высоте около 10 м, при слиянии водотоков Тайди-Айленд-Крик и Калбрет-Марш-Дитч — в месте их соединения находится пруд Мад-Милпонд, из которого и вытекает река Чоптанк. После этого река течёт по полуострову Делмарва сначала в юго-западном, а затем в западном направлении, протекая по округам Кент (Делавэр), Каролайн, Толбот и Дорчестер (Мэриленд). На реке находятся населённые пункты Голдсборо, Дентон, Секретари, Кеймбридж и другие.
В районе Дентона в Чоптанк впадает правый приток Такахо-Крик. Ниже по течению от впадения Такахо-Крика река Чоптанк образует границу между округами Каролайн и Толбот, а затем — между округами Дорчестер и Толбот. В нижнем течении река Чоптанк представляет собой широкий эстуарий. Она впадает в Чесапикский залив в районе города Кеймбридж. Река Чоптанк судоходна на протяжении 72 км, от устья до Дентона. Она подвержена приливам вплоть до Гринсборо, расположенного в нескольких километрах выше по течению от Дентона.
В Кеймбридже находится мост Фредерика Малкуса, соединяющий южный и северный берега эстуария реки Чоптанк. Этот мост, по которому проходит федеральная трасса US 50, является вторым по длине мостом Мэриленда после моста через Чесапикский залив.
Площадь водосборного бассейна реки Чоптанк — 2057 км² (по другим данным, 2360 км²). Примерно 52 % этой территории занимают сельскохозяйственные угодья, а 26 % — леса.
Cредний расход воды в реке Чоптанк вблизи населённого пункта Гринсборо (Мэриленд) — 3,94 м³/c (по усреднённым данным 1948—2013 годов).

## Фауна
В реке Чоптанк водятся красноглазый каменный окунь (Ambloplites rupestris), полосатый лаврак (Morone saxatilis), малоротый окунь (Micropterus dolomieu), большеротый окунь (Micropterus salmoides), луфарь (Pomatomus saltatrix), испанская пятнистая макрель (Scomberomorus maculatus), белый американский лаврак (Morone americana) и другие рыбы.